# Bottisham
Bottisham – wieś w Anglii, w hrabstwie Cambridgeshire, w dystrykcie East Cambridgeshire. Leży 10 km na wschód od miasta Cambridge i 84 km na północ od Londynu. W 2001 miejscowość liczyła 1983 mieszkańców.